# أبو معبد مولى ابن عباس
أبو معبد مولى ابن عباس اسمه نافذ، غلبت عليه كنيته فشهر بها. وهو مولى عبد الله بن عباس، وهو أحد رواة الحديث الثقات، من متقنى أهل المدينة، وكان من خيار موالى ابن عباس وأصدقهم، مَاتَ سنة أَربع وَمِائَة.

## روايته للحديث النبوي
- روى عَن: ابن عباس فِي كتاب الإيمان والصلاة والحج من صحيح مسلم.
- روى عَنهُ: يحيى بن عبد الله بن صيفي وعمرو بن دينار وأبو الزبير المكي.[3]

## أقوال العلماء فيه
أقوال علماء الجرح والتعديل فيه:
- ذكره أبو حاتم بن حبان البستي: في الثقات.
- قال أبو زرعة الرازي: ثقة.
- قال أحمد بن حنبل: ثقة، أصدق مولى لابن عباس.
- قال أحمد بن صالح الجيلي: ثقة.
- قال ابن حجر العسقلاني: ثقة.
- قال سفيان بن عيينة: كنا نعرفه وعهدي به مولى ابن عباس، وهو أصدق مواليه.
- قال عمرو بن دينار الأثرم: من أصدق موالي ابن عباس.
- قال محمد بن سعد كاتب الواقدي: ثقة، حسن الحديث.
- قال يحيى بن معين: ثقة.